# Kabinett Van Hall/Van Heemstra
Das Kabinett Van Hall/Van Heemstra war das siebte Kabinett der Niederlande. Es bestand vom 23. Februar 1860 bis zum 14. März 1861.

## Zusammensetzung
| Amt                                      | Amtsinhaber | Bemerkungen                                                               |
| ---------------------------------------- | --- | ------------------------------------------------------------------------- |
| Premierminister                          | Floris Adriaan van Hall Schelto van Heemstra                                                                                    |                                                                           |
| Auswärtiges                              | Floris Adriaan van Hall Floris Adriaan van Hall (komm.) Julius van Zuylen van Nijevelt Louis Napoleon van der Goes van Dirxland | bis 8. März 1860 bis 4. April 1860 bis 14. Januar 1861 ab 14. Januar 1861 |
| Justiz                                   | Michel Henry Godefroi |                                                                           |
| Inneres                                  | Schelto van Heemstra |                                                                           |
| Finanzen                                 | Floris Adriaan van Hall Johannes Servaas Lotsy (komm.)                                                                          | bis 23. Februar 1861 ab 23. Februar 1861                                  |
| Krieg                                    | Eduard August Otto de Casembroot                                                                                                |                                                                           |
| Marine                                   | Johannes Servaas Lotsy |                                                                           |
| Kolonien                                 | Jan Jacob Rochussen Johannes Servaas Lotsy Jean Pierre Cornets de Groot van Kraaijenburg                                        | bis 1. Januar 1861 bis 9. Januar 1861 ab 9. Januar 1861                   |
| Angelegenheiten der Katholischen Kirche  | Jacobus Arnoldus Mutsaers |                                                                           |
| Angelegenheiten der Reformierten Kirchen | Johannes Bosscha |                                                                           |